# Walter Eichner
Walter Eichner (* 6. Mai 1950 in Entraching (Finning); † 13. November 2020 in Landsberg am Lech) war ein deutscher Politiker (CSU) und vom 1. Mai 2002 bis 2014 Landrat des Landkreises Landsberg am Lech.

## Leben
Eichner bestand nach seiner mittleren Reife die Aufnahmeprüfungen für den mittleren und gehobenen nichttechnischen Verwaltungsdienst. Ab 1966 wurde er bei der Stadt Landsberg tätig. 1971 wurde er Stadtinspektor zur Anstellung. Von 1972 bis 1983 arbeitete er als Referatsleiter bei der Stadt Landsberg am Lech. Danach war er von 1984 bis 1988 Verwaltungsleiter des Krankenhauses Landsberg am Lech. Von 1989 bis 1993 war er Geschäftsleitender Beamter im Landratsamt Landsberg am Lech, bevor er schließlich von 1994 bis April 2002 als Geschäftsführer des Klinikums Landsberg am Lech fungierte.
Eichner wurde 2002 Landrat des Landkreises Landsberg am Lech. Bei den Kommunalwahlen im März 2008 erhielt er 65,8 % der Stimmen und wurde damit im Amt bestätigt. Bei den Kommunalwahlen im März 2014 verzichtete er auf eine erneute Kandidatur.
Eichner war verheiratet und Vater dreier Kinder.

## Ehrungen und Auszeichnungen
- 2014 – Ehrenring in Gold des Landkreises Landsberg am Lech
- 2014 – Ehrentitel Altlandrat